# Liste der FFH-Gebiete im Landkreis Neuburg-Schrobenhausen
Die Liste der FFH-Gebiete im Landkreis Neuburg-Schrobenhausen zeigt die FFH-Gebiete des oberbayerischen Landkreises Neuburg-Schrobenhausen in Bayern. Teilweise überschneiden sie sich mit bestehenden Natur-, Landschaftsschutz- und EU-Vogelschutzgebieten.
Im Landkreis befinden sich neun und zum Teil mit anderen Landkreisen überlappende FFH-Gebiete.
| Amphibienhabitate um Neuburg                                    | BW | 7233-371 WDPA: 555521857 | Landkreis Neuburg-Schrobenhausen                                                                 |                                           | ⊙ | 29,53    |  |
| Donau mit Jura-Hängen zwischen Leitheim und Neuburg             |    | 7232-301 WDPA: 555521856 | Landkreis Donau-Ries, Landkreis Neuburg-Schrobenhausen                                           |                                           | ⊙ | 3.282,00 |  |
| Donauauen mit Gerolfinger Eichenwald                            |    | 7233-372 WDPA: 555521858 | Ingolstadt, Landkreis Neuburg-Schrobenhausen                                                     |                                           | ⊙ | 2.926,76 |  |
| Donaumoosbäche, Zucheringer Wörth und Brucker Forst             | BW | 7233-373 WDPA: 555521859 | Ingolstadt, Landkreis Neuburg-Schrobenhausen, Landkreis Aichach-Friedberg                        | auch in Landkreis Pfaffenhofen an der Ilm | ⊙ | 947,29   |  |
| Fledermauswinterquartiere in der südlichen Frankenalb           |    | 6932-371 WDPA: 555521758 | Landkreis Weißenburg-Gunzenhausen, Landkreis Eichstätt, Landkreis Neuburg-Schrobenhausen         |                                           | ⊙ | 7,97     |  |
| Illdorfer, Kundinger, Eschlinger Leiten                         | BW | 7332-301 WDPA: 555521901 | Landkreis Donau-Ries, Landkreis Neuburg-Schrobenhausen                                           |                                           | ⊙ | 77,00    |  |
| Mausohrkolonien in der südlichen Frankenalb                     |    | 7136-303 WDPA: 555521825 | Landkreis Donau-Ries, Landkreis Eichstätt, Landkreis Kelheim                                     | auch in Landkreis Neuburg-Schrobenhausen  | ⊙ | 0,00     |  |
| Mittleres Altmühltal mit Wellheimer Trockental und Schambachtal |    | 7132-371 WDPA: 555521819 | Landkreis Weißenburg-Gunzenhausen, Landkreis Eichstätt, Landkreis Neuburg-Schrobenhausen         |                                           | ⊙ | 4.204,50 |  |
| Paar und Ecknach                                                |    | 7433-371 WDPA: 555521932 | Landkreis Neuburg-Schrobenhausen, Landkreis Pfaffenhofen an der Ilm, Landkreis Aichach-Friedberg |                                           | ⊙ | 2.970,22 |  |
| Legende für Fauna-Flora-Habitat                                 |    |                          |                                                                                                  |                                           |   |          |  |